# Литературоведение и языкознание
«Литературоведение и языкознание» — научно-популярная книжная серия издательства «Наука» (Москва), выпускавшаяся с 1977 по 1994 год. Некоторые книги серии выходили в отделениях издательства в Ленинграде и Новосибирске.
Формат: 84x108/32 (~130х205 мм); обложка бумажная.

## Книги серии

### 1977
- Дмитриев В. Г. Скрывшие своё имя: (Из истории анонимов и псевдонимов) / Отв. ред. д-р филол. наук И. Г. Клабуновский; АН СССР. — 2-е изд., доп. — М.: Наука, 1977. — 313 с. — (Литературоведение и языкознание). — 148 000 экз.

### 1978
- Федь Н. М. Искусство комедии, или Мир сквозь смех / Отв. ред. д-р филол. наук Г. А. Белая. — М.: Наука, 1978. — 216 с. — (Литературоведение и языкознание). — 28 000 экз.

### 1979
- Аллаярова В. С., Коган Л. Н. Научная популяризация и социалистическая культура. — М.: Наука, 1979. — 136 с. — (Литературоведение и языкознание).
- Брауде Л. Ю. Скандинавская литературная сказка. — М.: Наука, 1979. — 208 с. — (Литературоведение и языкознание).
- Гусев В. Е. Славянские партизанские песни. — Л.: Наука, Ленингр. отд-ние, 1979. — 176 с. — (Литературоведение и языкознание).
- Демурова Н. М. Льюис Кэрролл: Очерк жизни и творчества / Отв. ред. Б. И. Пуришев. — М.: Наука, 1979. — 200, [8] с. — (Литературоведение и языкознание). — 50 000 экз. (см. Кэрролл, Льюис)
- Неженец Н. И. Поэзия И. З. Сурикова. — М.: Наука, 1979. — 168 с. — (Литературоведение и языкознание). — 30 000 экз. (см. Суриков, Иван Захарович)
- Чудакова М. О. Поэтика Михаила Зощенко. — М.: Наука, 1979. — 200 с. — (Литературоведение и языкознание). (см. Зощенко, Михаил Михайлович)
- Этерлей Е. Н., Кузнецова О. Д. Неизвестное в известном: (Рассказы о словах) / Отв. ред. К. С. Горбачевич. — Л.: Наука, Ленингр. отд-ние, 1979. — 152 с. — (Литературоведение и языкознание). — 50 000 экз.

### 1980
- Долгополов Л. К. Александр Блок: Личность и творчество. — Л.: Наука, Ленингр. отд-ние, 1980. — 225 с. — (Литературоведение и языкознание). (см. Блок, Александр Александрович)
- Пушкарёв Л. Н. Сказка о Еруслане Лазаревиче / Отв. ред. Э. В. Померанцева. — М.: Наука, 1980. — 184, [8] с. — (Литературоведение и языкознание). — 95 000 экз. (см. Еруслан Лазаревич)
- Селиванова С. Д. Над пушкинскими рукописями. — М.: Наука, 1980. — 128 с. — (Литературоведение и языкознание).

### 1981
- Карпенко Ю. А. Названия звёздного неба / Отв. ред. А. В. Суперанская. — М.: Наука, 1981. — 184, [4] с. — (Литературоведение и языкознание). — 140 000 экз.
- Маймин Е. А. Пушкин: Жизнь и творчество. — М.: Наука, 1981. — 209 с. — (Литературоведение и языкознание).
- Пустильник Л. С. Жизнь и творчество А. Н. Плещеева. — М.: Наука, 1981. — 192 с. — (Литературоведение и языкознание). — 40 000 экз. (см. Плещеев, Алексей Николаевич)
- Суперанская А. В., Суслова А. В. Современные русские фамилии / Отв. ред. чл.-корр. АН СССР Ф. П. Филин. — М.: Наука, 1981. — 176 с. — (Литературоведение и языкознание).
- Телетова Н. К. Забытые родственные связи А. С. Пушкина. — Л.: Наука, Ленингр. отд-ние, 1981. — 176, [8] с. — (Литературоведение и языкознание).

### 1982
- Лейчик В. М. Люди и слова. — М.: Наука, 1982. — 177 с. — (Литературоведение и языкознание).
- Смолицкая Г. П., Горбаневский М. В. Топонимия Москвы / Отв. ред. В. В. Иванов. — М.: Наука, 1982. — 176, [8] с. — (Литературоведение и языкознание). — 190 000 экз.

### 1983
- Ерёмина Л. И. Рождение образа: О языке художественной прозы Л. Толстого. — М.: Наука, 1983. — 192 с. — (Литературоведение и языкознание).
- Одиноков В. Г. «И даль свободного романа…»: (О произведениях А. С. Пушкина). — Новосибирск: Наука, Сиб. отд-ние, 1983. — 161 с. — (Литературоведение и языкознание).

### 1984
- Абрамович С. Л. Пушкин в 1836 году: (Предыстория последней дуэли). — Л.: Наука, Ленингр. отд-ние, 1984. — 208 с. — (Литературоведение и языкознание).
- Коготкова Т. С. Письма о словах / Отв. ред. В. В. Иванов. — М.: Наука, 1984. — 136 с. — (Литературоведение и языкознание).
- Суперанская А. В., Суслова А. В. Современные русские фамилии / Отв. ред. чл.-корр. АН СССР Ф. П. Филин. — М.: Наука, 1984. — 176 с. — (Литературоведение и языкознание). — Доп. тир. 100 000 экз.

### 1985
- Карпенко Ю. А. Названия звёздного неба / Отв. ред. А. В. Суперанская. — 2-е изд., испр. и доп. — М.: Наука, 1985. — 184, [4] с. — (Литературоведение и языкознание).
- Суперанская А. В. Что такое топонимика? / Отв. ред. акад. Г. В. Степанов. — М.: Наука, 1985. — 177 с. — (Литературоведение и языкознание). — 62 000 экз.
- Фёдоров А. И. Образная речь / Отв. ред. К. А. Тимофеев. — Новосибирск: Наука, Сиб. отд-ние, 1985. — 200 с. — (Литературоведение и языкознание).
- Якимович Ю. К. Деятели русской культуры и словарное дело / Отв. ред. Т. Л. Канделаки. — М.: Наука, 1985. — 160, [8] с. — (Литературоведение и языкознание).

### 1986
- Соболева Т. А., Суперанская А. В. Товарные знаки / Отв. ред. В. П. Нерознак. — М.: Наука, 1986. — 176 с. — (Литературоведение и языкознание).

### 1987
- Смирнова Е. А. Поэма Гоголя «Мёртвые души» / Отв. ред. С. Г. Бочаров. — Л.: Наука, Ленингр. отд-ние, 1987. — 200 с. — (Литературоведение и языкознание).

### 1988
- Истрин В. А. 1100 лет славянской азбуки. — М.: Наука, 1988. — 192 с. — (Литературоведение и языкознание). — 40 000 экз. — ISBN 5-02-010865-0.
- Неженец Н. И. Поэзия народных традиций. — М.: Наука, 1988. — 208 с. — (Литературоведение и языкознание). — 70 000 экз. — ISBN 5-02-011394-8.
- Пустильник Л. С. Жизнь и творчество А. Н. Плещеева / Отв. ред. Л. Д. Опульская. — 2-е изд. — М.: Наука, 1988. — 192, [4] с. — (Литературоведение и языкознание). — 44 000 экз. — ISBN 5-02-011341-7.

### 1989
- Файнштейн М. Ш. Писательницы пушкинской поры. (Историко-литературные очерки) / Отв. ред. С. А. Фомичёв. — М.: Наука, 1989. — 176, [8] с. — (Литературоведение и языкознание). — 100 000 экз. — ISBN 5-02-027925-0.

### 1990
- Бухштаб Б. Я. А. А. Фет: Очерк жизни и творчества. — 2-е изд. — Л.: Наука. Ленингр. отд-ние, 1990. — 138 с. — (Литературоведение и языкознание). — ISBN 5-02-028014-3. (см. Фет, Афанасий Афанасьевич)
- Измайлов А. Ф. Наедине с Паустовским / Отв. ред. А. Н. Иезуитов. — Л.: Наука. Ленингр. отд-ние, 1990. — 136 с. — (Литературоведение и языкознание). — 45 000 экз. — ISBN 5-02-028012-7. (см. Паустовский, Константин Георгиевич)
- Прокшин В. Г. «Где же ты, тайна довольства народного?…»: (О Н. А. Некрасове) / Отв. ред. Л. А. Розанова. — М.: Наука, 1990. — 209 с. — (Литературоведение и языкознание). — 25 000 экз. — ISBN 5-02-011432-4. (см. Некрасов, Николай Алексеевич)
- Суперанская А. В. Имя через века и страны. — М.: Наука, 1990. — 192 с. — (Литературоведение и языкознание). — 50 000 экз. — ISBN 5-02-011018-3.

### 1991
- Журавлёв В. К. Язык - языкознание - языковеды. — М.: Наука, 1991. — 208 с. — (Литературоведение и языкознание). — 3700 экз. — ISBN 5-02-011042-6.
- Филипповский Г. Ю. Столетие дерзаний: (Владимирская Русь в литературе XII в.) / Отв. ред. д-р филол. наук А. Н. Робинсон; Рецензенты: д-р филол. наук В. В. Кусков, д-р филол. наук В. П. Аникин. — М.: Наука, 1991. — 160, [8] с. — (Литературоведение и языкознание). — 10 000 экз. — ISBN 5-02-011453-7.

### 1992
- Молчанов А. А. Посланцы погибших цивилизаций: Письмена древнейшей Эгеиды. — М.: Наука, 1992. — 192 с. — (Литературоведение и языкознание). — ISBN 5-02-011043-4.

### 1994
- Дьяконова Н. Я., Чамеев А. А. Шелли / Отв. ред. В. Н. Шейнкер. — СПб.: Наука, 1994. — 224 с. — (Литературоведение и языкознание). — ISBN 5-02-028011-9.

## Список книг по авторам
1. Абрамович С. Л. — Пушкин в 1836 году (предыстория последней дуэли). (1984, 1989)
2. Брауде Л. Ю. — Скандинавская литературная сказка. (1979)
3. Бухштаб Б. Я. — А. А. Фет. Очерк жизни и творчества. (1990)
4. Демурова Н. М. — Льюис Кэрролл. Очерк жизни и творчества. (1979)
5. Дмитриев В. Г. — Скрывшие своё имя. (1977)
6. Долгополов Л. К. — Александр Блок. (1978, 1980, 1984)
7. Ерёмина Л. И. — Рождение образа (О языке художественной прозы Льва Толстого). (1983)
8. Измайлов А. Ф. — Наедине с Паустовским. (1990)
9. Истрин В. А. — 1100 лет славянской азбуки. (1988)
10. Карпенко Ю. А. — Названия звёздного неба. (1985)
11. Коготкова Т. С. — Письма о словах. (1984)
12. Лейчик В. М. — Люди и слова. (1982)
13. Маймин Е. А. — Пушкин. Жизнь и творчество. (1982)
14. Молчанов А. А. — Посланцы погибших цивилизаций (Письмена древней Эгеиды). (1992)
15. Неженец Н. И. — Поэзия народных традиций. (1988)
16. Одиноков В. Г. — «И даль свободного романа…». (1983)
17. Пустильник Л. С. — Жизнь и творчество А. Н. Плещеева. (1981, 1988)
18. Пушкарёв Л. Н. — Сказка о Еруслане Лазаревиче. (1980)
19. Селиванова С. Д. — Над пушкинскими рукописями. (1980)
20. Смирнова Е. А. — Поэма Гоголя «Мертвые души». (1987)
21. Смолицкая Г. П., Горбаневский М. В. — Топонимия Москвы.. (1982)
22. Суперанская А. В. — Имя через века и страны. (1990)
23. Суперанская А. В., Суслова А. В. — Современные русские фамилии. (1981, 1984)
24. Телетова Н. К. — Забытые родственные связи А. С. Пушкина. (1981)
25. Файнштейн М. Ш. — Писательницы пушкинской поры. Историко-литературные очерки. (1989)
26. Фёдоров А. И. — Образная речь. (1985)
27. Филипповский Г. Ю. — Столетие дерзаний. Владимирская Русь в литературе XII века. (1991)
28. Чудакова М. О. — Поэтика Михаила Зощенко. (1979)
29. Этерлей Е. Н., Кузнецова О. Д. — Неизвестное в известном. (1979)
30. Якимович Ю. К. — Деятели русской культуры и словарное дело. (1985)